# Carrosses à cinq sols
Carrosses à cinq sols – pierwszy nowoczesny system publicznego transportu zbiorowego, opracowany przez Blaise’a Pascala, funkcjonujący w Paryżu od 1662 do około 1677 roku.

## Historia

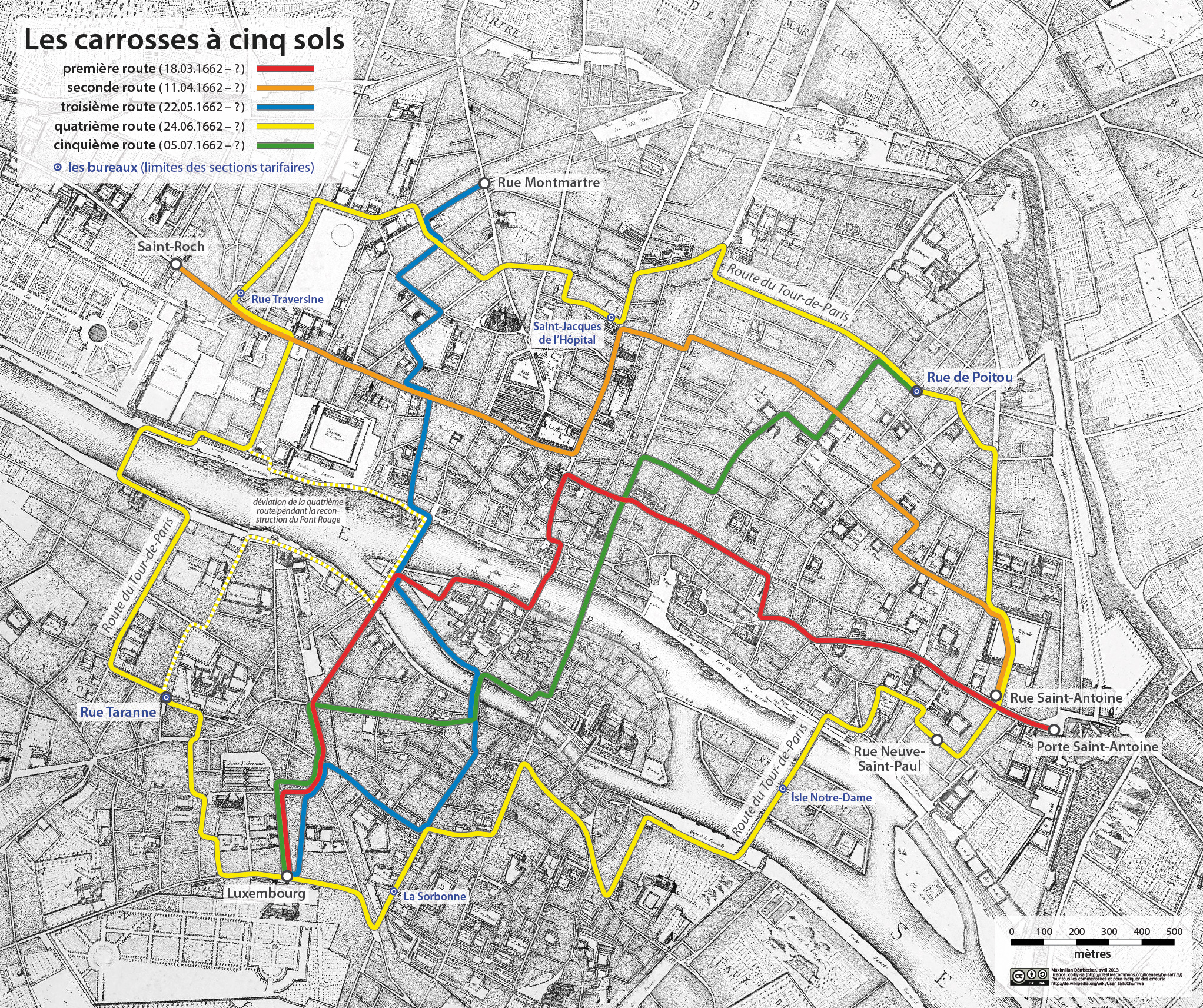
Mapa połączeń Carrosses à cinq sols

Pod koniec życia Blaise Pascal dostrzegał potrzebę wspierania ubogich osób. W listopadzie 1661 roku, po śmierci jego siostry Jacqueline, Pascal otrzymał jej wiano od klasztoru Port-Royal.
W tym okresie do transportu międzymiastowego służył znany od czasów Ludwika XIII system coche de campagne, czyli dyliżanse. Do poruszania się po Paryżu służyły lektyki bądź powozy, kosztowne w wynajmie. Pascal dostrzegł, że potrzebne jest opracowanie systemu dla osób ubogich, pozwalającego im zaoszczędzić czas i charakteryzującego się niską ceną – do pięciu soli. W tym celu założył przedsiębiorstwo, które miało na celu wdrożenie tego projektu. Wspólnikami Pascala byli Artus Gouffier de Roannez, Simon Arnauld de Pomponne i Pierre de Perrien, którzy współfinansowali projekt, a Pascal wniósł weń całe wiano siostry. Roannez dysponował trzema udziałami, a pozostali udziałowcy po jednym. Spotkanie założycielskie miało miejsce 6 listopada 1661 roku. Powołano na nim Towarzystwo Eksploatacji Powozów (société de carrosses publics). Z założenia osoby dotychczas wynajmujące karety miały stać się koncesjonariuszami przedsiębiorstwa. 7 lutego 1662 roku został wydany przywilej królewski, jednak ku niezadowoleniu Pascala według przywileju z systemu nie mogli korzystać ludzie „żyjący z pracy rąk”. Mimo to Pascal zajął się wieszaniem afiszów reklamujących system transportu.
18 marca 1662 roku uruchomiono pierwszą linię – spod Pałacu Luksemburskigo do Porte Saint-Antoine. W otwarciu linii uczestniczył Pascal, który również przejechał się pierwszym powozem. Podczas inauguracji pomysł spotkał się z entuzjastycznym odbiorem paryżan. W kwietniu 1662 roku otwarto drugą linię, a później trzy kolejne. Zwrot z inwestycji udziałowcy przeznaczyli na zakup dodatkowych powozów, natomiast własne zyski Pascal przeznaczył na potrzeby biednych. Ogółem spółka dysponowała 50 końmi.
Plany Pascala, aby od osób uboższych pobierać niższą opłatę, nie zostały zrealizowane. Po podwyżce cen do sześciu soli, zainteresowanie transportem zbiorowym w Paryżu zmalało. Ponadto społeczne niezadowolenie wywoływało niedopuszczenie do przewozu określonych grup zawodowych. System funkcjonował do końca lat 70. XVII wieku (według różnych źródeł do 1675, 1677 bądź około 1680 roku).

## Charakterystyka

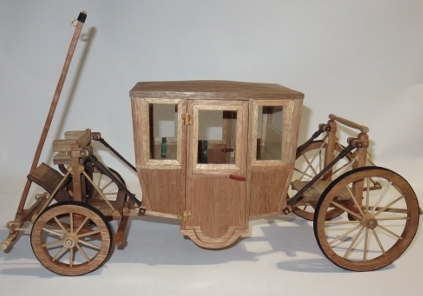
Makieta powozu używanego w systemie Carrosses à cinq sols

System składał się z pięciu linii, z czego jedna była linią okrężną. Każdy pojazd był zaprzężony w dwa konie i mógł zabrać do ośmiu osób. Koszt przejazdu wynosił do pięciu soli i był uiszczany woźnicy, który nie miał obowiązku wydawania reszty. Kursy odbywały się codziennie w siedmiominutowych odstępach, między siódmą rano a dwudziestą. Karety dla odróżnienia linii były pomalowane w różne kolory, jednak na każdej znajdował się herb Paryża i herb Ludwika XIV. Linia okrężna była linią strefową, na której opłata różniła się w zależności od przebytej trasy.